# Mira Feticu
Mira Feticu (Breaza, 10 december 1973) is een Roemeens-Nederlands schrijfster.

## Carrière
Naast haar literaire werk is Feticu sinds 1994 actief als performer, interviewer, radiomaker en publicist. Vooral culturele en sociale onderwerpen in Roemenië en Nederland hebben daarbij haar aandacht. Van de Roemeense omroep maakte zij de overstap naar de Nederlandse media. Ze schrijft regelmatig voor De Groene Amsterdammer, Trouw, De Standaard en Den Haag Centraal, waar ze een vaste rubriek verzorgt. In het bibliotheekwezen is ze gedurende tien jaar als producent ook verantwoordelijk is voor Literatuur Late Night, een maandelijkse talkshow in Den Haag, gepresenteerd door Abdelkader Benali en Jeroen Vullings. Daarnaast verricht zij sinds het afronden van haar universitaire studie in Boekarest literair onderzoek voor de Roemeense Academie van Wetenschappen en maakt ze deel uit van het redactionele collectief van het Algemene Woordenboek van de Roemeense Literatuur (6 dln). In 2010 promoveert Feticu tot doctor in de letteren op een proefschrift over de Roemeense dichteres Gabriela Negreanu.

### Literair
Literair debuteert Mira Feticu in 1993 met een collectieve dichtbundel en in 2001 breekt ze door met haar verhalenbundel Femei cu veverite (Vrouwen met eekhoorntjes). Haar Roemeense debuut als prozaschrijfster wordt genomineerd voor zowel de prijs van de Unie van Schrijvers uit Roemenië als voor de speciale Laurențiu Ulici-prijs. Een van de schetsen wordt - in het Nederlands vertaald - opgenomen in de bundel Moderne Roemeense verhalen (Uitgeverij Atlas, Amsterdam, 2008). Vier jaar later verrast Mira Feticu met een korte roman (Povestea Penelopei, Het verhaal van Penelope, 2005). Het feit dat ze inmiddels in Nederland woont komt als thema aan bod in deze roman.
Sinds 2008 schrijft Feticu in het Nederlands. De worsteling met de nieuwe taal leidt begin 2012 tot de roman Lief kind van mij, waarmee zij ook definitief een plaats verovert binnen de Nederlandse letteren. Een jaar later volgt De ziekte van Kortjakje. Voor haar derde Nederlandse roman (Tascha. De roof uit de Kunsthal) ontvangt zij een werkbeurs van het Nederlands Letterenfonds. In 2019 verschijnt de roman Al mijn vaders, die goed wordt ontvangen. Het is het persoonlijke verhaal van en over een migrante die te maken heeft gehad met misbruik, maar een groot geloof heeft in de helende kracht van klassieke Europese literatuur, in de context van het huidige, onderling verdeelde Europa. Samen met acteur Hans Dagelet bewerkte zij Al mijn vaders tot een theatervoorstelling, en ze brengt die zelf op het podium. Critici beschouwen Mira Feticu als exponent van de hedendaagse literatuur en bestempelen haar werk als intelligent, erotisch, feministisch, maar vooral eerlijk en direct, geschreven in een 'uitzonderlijk markant proza' (De Groene Amsterdammer). Uitgeverij De Geus noemt Feticu “de ontdekking van 2012”.
Haar roman Tascha uit 2015 handelt over de diefstal van zeven kunstwerken uit de Kunsthal Rotterdam. Tijdens de strafzaak was door de verdachten voor de rechtbank verklaard dat de schilderijen zouden zijn vernietigd. Echter, op 18 november 2018 werd bekend dat de schrijfster mogelijk een van de zeven had gevonden, het werk van Pablo Picasso, Tête d'Arlequin, en het had afgegeven bij de Nederlandse ambassade in Boekarest. Na een anonieme tip was ze samen met Frank Westerman op onderzoek gegaan en hadden ze de Picasso in een bos gevonden. Zo werd ze als het ware zelf onderdeel van haar roman Tascha uit 2015, die de diefstal beschrijft. De echtheid van de Picasso werd onmiddellijk in twijfel getrokken door een expert. Niet lang daarna werd bekend dat Feticu en Westerman het slachtoffer waren geworden van een stunt van de Belgische theatergroep Berlin. Deze Picasso was een vervalsing, hoewel latere berichten in de media doen vermoeden dat de echte Picasso mogelijk toch niet is verbrand en nog steeds in criminele handen is. Over de tocht door haar geboorteland schreef Feticu vervolgens Picasso's keerzijde. De zoektocht naar een verloren kunstwerk, dat tegelijk een beschouwing over schoonheid en valsheid, kunst en werkelijkheid is.
In 2021 verscheen Feticu's Liefdesverklaring aan de Nederlandse taal, waarover Matthijs van Nieuwkerk in de Volkskrant schreef: ‘Een van de verrassendste, vooruit, beste boeken van 2021’. Feticu propageert daarin een houding tegenover taal 'die je niet zo vaak (meer) vindt in onze contreien – die van de taal als een cultuur, een vat van herinneringen.’ (Marc van Oostendorp, neerlandistiek.nl.). Het boek werd genomineerd voor de Littéraire Witteprijs 2022.

## Publicaties (selectie)
- Academia Română: Dicționarul General al Literaturii Române. Boekarest, Editura Univers Enciclopedic, 2004-2009. ISBN 973-637-070-4
- Alex Ștefǎnescu: Istoria literaturii române contemporane 1941-2000. [Geschiedenis van de hedendaagse Roemeense literatuur 1941-2000] (Ed. Mașina de scris, Boekarest, 2005)
- Dan C. Mihǎilescu: Literatura românǎ în postceaușism. [Roemeense literatuur in het post-Ceaușescu-tijdperk] II. Proza. Prezentul ca dezumanizare (Ed. Polirom, Iași, 2006)
- Jan Willem Bos (ed.): Moderne Roemeense verhalen. (Uitgeverij Atlas, Amsterdam/Antwerpen, 2008).
- Mira Feticu: Lief kind van mij. Breda, De Geus, 2012. ISBN 978-90-445-1982-2
- Mira Feticu: De ziekte van Kortjakje. Lust, liefde en eenzaamheid. Roman. Breda, De Geus, 2013. ISBN 978-90-445-2397-3
- Mira Feticu: Tascha. De roof uit de Kunsthal. Roman. Amsterdam, Uitgeverij Jurgen Maas, 2015. ISBN 978-94-91921-13-1
- Mira Feticu: Al mijn vaders. Roman. Amsterdam, Uitgeverij Jurgen Maas, 2019. ISBN 978-94-91921-52-0
- Mira Feticu: Picasso's keerzijde. De zoektocht naar een verloren kunstwerk. Amsterdam, Uitgeverij Querido Fosfor, 2019. ISBN 978-90-214-1754-7
- Mira Feticu: Liefdesverklaring aan de Nederlandse taal. Breda, De Geus, 2021. ISBN 9789044543681
- Mira Feticu: Geheugen, geschiedenis, beschaving. Lofzang op de bibliotheek. Breda, De Geus, 2023. ISBN 978904454782